# Halbleitersequenzierung

Ergebnis einer Halbleitersequenzierung

Halbleitersequenzierung ist eine Methode zur DNA-Sequenzierung, bei der freiwerdende Protonen während der Replikation mit einem Halbleiter detektiert werden.

## Prinzip

Spaltung der Nukleotidtriphosphate beim Einbau in DNA

Bei der Replikation der DNA werden Nukleosidtriphosphate in die DNA eingebaut, wobei Diphosphat (Pyrophosphat) durch Hydrolyse abgespalten wird. Die 3’ Hydroxygruppe des DNA-Stranges dient als Nucleophil und greift am reaktiven Phosphorsäureanhydrid des Nucleotids an. Bei dieser Reaktion wird zum einen Pyrophosphat und zum anderen ein Proton (von der 3’ OH-Gruppe) frei, letzteres kann mit einem  ionensensitiven Feldeffekttransistor registriert werden. Nacheinander werden alle vier möglichen Basen hinzugegeben, bei einer Freisetzung von Protonen entsprach das nächste Nukleotid in der DNA dem zuletzt Hinzugegebenen. Anhand der Intensität des gemessenen Signals können Wiederholungen desselben Nukleotids identifiziert werden. Der Name soll deutlich machen, dass keine photometrischen Verfahren zum Auslesen der Informationen verwendet werden wie etwa bei der Pyrosequenzierung und durch den Verbau integrierter Schaltkreise ähnlich wie bei Computerchips eine kontinuierliche Geschwindigkeitssteigerung und Kostensenkung durch verbesserte Fertigungstechniken zu erwarten ist (Mooresches Gesetz).